# Буркина Фасо на Светском првенству у атлетици на отвореном 2017.
Буркина Фасо су на Светском првенству у атлетици на отвореном 2017. одржаном у Лондону од 4. до 13. августа учествовала шеснаести пут, односно учествовала су на свим светским првенствима одржаним до данас. Репрезентацију Буркине Фасо представљала је 1 атлетичарка која се такмичила у трци на 100 метара препона,
На овом првенству такмичарка Буркино Фасо није освојила ниједну медаљу, нити је постигла неки резултат.

## Учесници
Жене:
- Марта Коала — 100 м препоне

## Резултати

### Жене
| Атлетичарка | Дисциплина    | Лични рекорд | Квалификације | Квалификације | Полуфинале           | Полуфинале           | Финале               | Финале       | Детаљи |
| Атлетичарка | Дисциплина    | Лични рекорд | Резултат      | Место         | Резултат             | Место                | Резултат             | Место        | Детаљи |
| ----------- | ------------- | ------------ | ------------- | ------------- | -------------------- | -------------------- | -------------------- | ------------ | ------ |
| Марта Коала | 100 м препоне | 13,25 НР     | 13,38         | 8. у гр. 4    | Није се квалификовао | Није се квалификовао | Није се квалификовао | 35 / 39 (40) |        |